# Tufino
Tufino là một đô thị có 3400 dân củatỉnh Napoli ở vùng Campania, cách khoảng 30 km về phía đông bắc của Napoli. Tại thời điểm ngày 31 tháng 12 năm 2004, đô thị này có dân số 3.420 người và diện tích là 5,2 km².
Tufino giáp các đô thị: Avella, Casamarciano, Cicciano, Comiziano, Roccarainola.